# Hanne Lundberg
Hanne Lundberg, født de Fine Licht (født 9. marts 1932 i Århus , død 13. maj 2002 i København), var forfatter og brevkasseredaktør. Sammen med sin mand, sportsstjernen Knud Lundberg, repræsenterede hun især i 1960’erne en ny tids modernitet. 

## Liv
Hanne Lundberg voksede op i Hellerup og gik på Ingrid Jespersens Skole på Østerbro. Hun var derefter i lære hos skrædder Holger Blom og fik afgangseksamen fra Tegne- og Kunstindustriskolen. Hanne og Knud Lundberg blev gift i 1954. Brevkassen ”Spørg Hanne og Knud” opstod i 1966 i dagbladet Aktuelt. I 1970’erne var Hanne Lundberg ofte medvirkende i populære quizshows på TV, som ”Fælder og fejl” og ”En ret og to vrang”. Hun var gennem mange år medforfatter på Knud Lundbergs bøger om kost og sundhed, hvor hendes bidrag var opskrifter på mad, der var i overensstemmelse med bøgernes budskab.

## Hædersbevisninger
Hanne Lundberg modtog i 1999 ”Pårørende-prisen”, stiftet af virksomheden Pfizer, for hendes åbenhed om hendes mands demens-sygdom.